# Цховребов, Харитон Николаевич
Харитон Николаевич Цховребов (15 сентября 1920 — 26 августа 2014) — советский военный лётчик, майор запаса, заслуженный пилот СССР (1966).
Цховребов налетал безаварийно 20 000 часов. За эти же годы подготовил более 150 командиров воздушных кораблей, как гражданской авиации СССР, так и других, дружественных СССР стран.

## Биография
Родился 15 сентября 1920 года в Цхинвали в семье крестьянина. Отец — Николай Майорович, мать — Лиза Васильевна. В семье было четверо детей: три мальчика и одна девочка. Самым старшим был Харитон, в 1926 родился Борис, потом Павел, а потом сестра Женя.
Работать начал в 1933 году курьером в горсуде. После окончания семи классов школы перешёл учиться в техникум.
В 1936 году в Цхинвали открыли аэроклуб. В 1938 году, после окончания техникума, Харитон поступил в аэроклуб. В 1939 году в конце выпуска, тех, кто хорошо учился (в их числе и Цховребова), отправили в Сталинградскую школу лётчиков-истребителей. Из школы был выпущен со свидетельствами лётчика-инструктора аэроклуба. В 1940 году был зачислен в отряд лётчиков-инструкторов, начал работать в Цхинвальском аэроклубе.
C началом Великой Отечественной войны попал не в боевую часть, а в Тбилисскую авиационную школу для лётчиков № 26. В октябре 1942 года Харитон Цховребов попал в действующую армию. Воевал в Черноморской группе войск, позже — на Северо-Кавказском фронте. В 1944 году он — заместитель командира авиаэскадрильи 85-го отдельного авиаполка, 2-й Украинский фронт. В 1945 году в составе 2-го Украинского фронта был в Братиславе. До конца войны воевал в Молдавии, Румынии, Венгрии, Австрии.
На его счету — 1954 боевых вылета. Перевёз 990 раненых, 529 литров консервированной крови для них, 4598 килограммов медикаментов и свыше 10000 килограммов медицинских грузов, а также 177 медработников и командиров.
После войны Цховребов долгое время работал на международных авиалиниях. В 1950-х—1960-х годах работал в 206-м авиаотряде (Внуково), затем — в 210-м авиаотряде (Шереметьево). Харитон Николаевич был первым лётчиком на многих прямых рейсах из Москвы в страны Юго-Восточной, Центральной и Северной Америки. 17 апреля 1967 года он со своим экипажем совершил первый беспосадочный перелёт по маршруту Москва—Токио—Москва. Экипаж самолёта «Ту-114», возглавляемый пилотом Х. Н. Цховребовым, совершил беспримерный перелёт из Гаваны в Москву (через Мурманск). Воздушный лайнер прошёл без посадки 10900 километров.
Являлся членом клуба «Опыт».

## Награды
- орден Ленина
- орден Октябрьской Революции

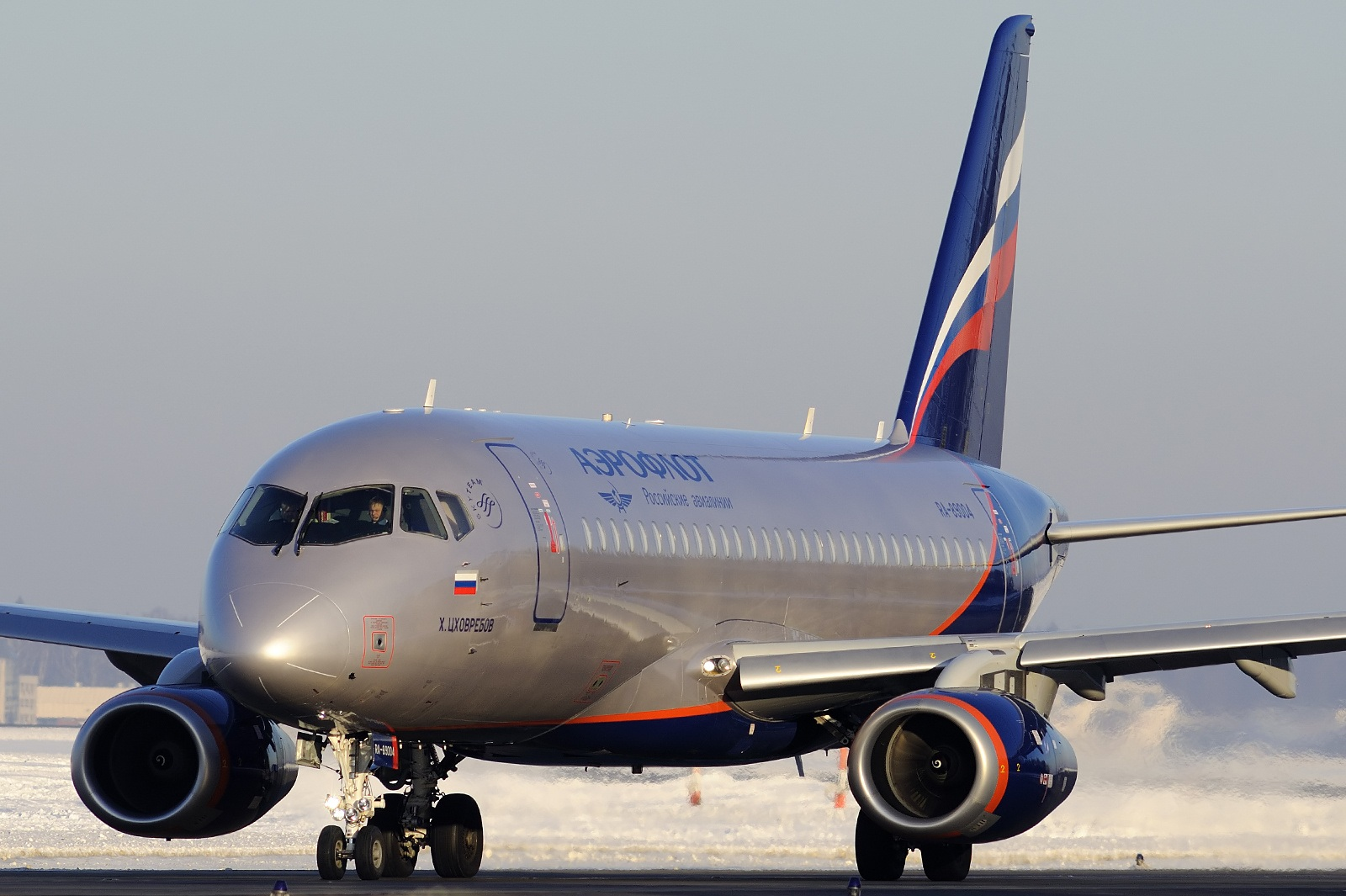
Sukhoi Superjet 100 Аэрофлота «Харитон Цховребов».

- орден Отечественной войны 1-й степени (8.06.1945)
- 2 ордена Отечественной войны 2-й степени (16.05.1944; 11.03.1985)
- орден Трудового Красного Знамени
- орден Красной Звезды (26.07.1943)
- орден «Знак Почёта»
- медаль «За боевые заслуги» (20.02.1943)
- другие медали
- орден Почёта (Южная Осетия) (2010)[3]

## Память
- Четвёртый по счёту самолёт отечественного производства «Sukhoi Superjet 100» назван в его честь — «Харитон Цховребов»[4];
- Имя Харитона Цховребова было нанесено на аннотационной доске к авиапамятнику Ту-114, установленному на привокзальной площади аэропорта Домодедово в 1977 году и уничтоженному в июле 2006 года. Ныне доска хранится в музее аэропорта Домодедово.